# کندریک (اکلاهما)
کندریک(به انگلیسی: Kendrick) شهری در ایالت اکلاهما کشور ایالات متحده آمریکا است که جمعیت آن در سرشماری سال ۲۰۱۰ میلادی، ۱۳۹ نفر بوده‌است.